# おかしな赤頭巾
『おかしな赤頭巾』（おかしなあかずきん、Red Hot Riding Hood）は、テックス・アヴェリーが監督し、メトロ・ゴールドウィン・メイヤーが1943年5月8日に公開した短編アニメーション映画。
1994年には、The 50 Greatest Cartoonsの第7位に選ばれた。これはアヴェリーの最も人気のあるカートゥーンの一つであり、彼自身のいくつかの作品に影響を与え、その後何年にもわたって他の漫画や長編映画に影響を与えている。